# Realtà e sogni
Realtà e sogni (Reality and Dreams) è un romanzo del 1996 della scrittrice scozzese Muriel Spark.

## Storia editoriale
Il romanzo, il ventesimo dell'autrice, fu pubblicato nel 1996 da Constable & Robinson e ricevette recensioni positive dalla critica. Negli anni seguenti fu tradotto in diverse lingue, tra cui l'italiano, il tedesco e lo spagnolo.

## Trama
Il regista Tom Richards cade da un cameracrane durante le riprese del suo ultimo film, fratturandosi dodici costole e l'anca. Al suo risveglio in ospedale riacquisisce lentamente lucidità e comincia a dirigere medici, infermieri e parenti come se fosse ancora su set. Tornato a casa viene assistito dalla moglie Claire (con cui è sposato da molti anni, nonostante i reciproci tradimenti), l'amatissima figlia di primo letto Cora e, occasionalmente, l'algida secondogenita Marigold. Mentre diversi conoscenti del regista perdono il lavoro, i matrimoni di Cora e Marigold giungono al termine e Tom si deve destreggiare tra la relazione con l'attrice Rose e le proteste dell'altra attrice Jeanne, a cui era stato promesso un ruolo più importante di quello affidatole veramente.
Mentre Tom fa amicizia con il tassista Dave, Marigold scompare misteriosamente e per settimane la sua sparizione occupa le maggiori testate mondiali, che indagano sul rapporto della giovane con il celebre padre e riporta avvistamenti della donna in tutto il mondo. Marigold viene casualmente ritrovata dopo mesi da Charlie, l'ex amante di Claire, che la trova in un pub vestita da uomo: Marigold, si scopre, ha vissuto per mesi in un camper per studiare la condizione di coloro che hanno perso il lavoro. Intanto Dave si salva miracolosamente da un tentato omicidio, venendo colpito di striscio da un proiettile che potrebbe essere stato destinato a Tom.
Tom comincia quindi a dirigere un nuovo film ambientato nell'Inghilterra del V secolo e con Marigold nel ruolo en travesti di un giovane celtico dai poteri paranormali. Il cast annovera ancora una volta Rose, con cui Tom riaccende la relazione adulterina, e Jeanne, ancora una volta turlupinata e con un ruolo insignificante. Il marito di Rose confessa di essere stato lui ad aver fatto ferire Dave, mentre Marigold istiga Jeanne a vendicarsi del padre sabotando il cameracrane del set cinematografico. Tuttavia, sarà proprio l'attrice a morire in un incidente con il cameracrane.

## Edizioni
- Realtà e sogni, collana Fabula, traduzione di Claudia Valeria Letizia, Adriana Bottini, Adelphi, 1998, ISBN 9788845913990.